# Mount Moriah (Missouri)
Mount Moriah est un village du comté de Harrison, dans le Missouri, aux États-Unis,. Situé à l'est du comté, il est incorporé en 1897.

## Démographie
Lors du recensement de 2010, le village comptait une population de 193 habitants. Elle est estimée, en 2016, à 184 habitants.

## Source de la traduction
- (en) Cet article est partiellement ou en totalité issu de l’article de Wikipédia en anglais intitulé « Mount Moriah, Missouri » (voir la liste des auteurs).